# Princess DisneyMania
Princess DisneyMania es el primer álbum que agrupa algunas canciones de otros discos de DisneyMania, salió a la venta el 30 de septiembre de 2008. El disco contiene varias canciones de DisneyMania con relación a los clásicos de las Princesas Disney, este ha vendido más de 9000 copias en Estados Unidos.

## Lista de canciones
| Princess DisneyMania |                                                                                    | |          |  |
| N.º                  | Título                                                                             | Intérprete(s) | Duración |  |
| 1.                   | «Once Upon a Dream» (De la película: La bella durmiente)                           | Emily Osment |          |  |
| 2.                   | «That's How You Know» (De la película: Encantada)                                  | Demi Lovato |          |  |
| 3.                   | «Some Day My Prince Will Come» (De la película: Blancanieves y los siete enanitos) | Ashley Tisdale |          |  |
| 4.                   | «Reflection» (De la película: Mulan)                                               | Christina Aguilera |          |  |
| 5.                   | «So This is Love» (De la película: Cenicienta)                                     | The Cheetah Girls |          |  |
| 6.                   | «Kiss the Girl» (De la película: La Sirenita)                                      | Colbie Caillat |          |  |
| 7.                   | «It's Not Just Make Believe» (De la película: Ella está encantada)                 | Kari Kimmel |          |  |
| 8.                   | «Under the Sea» (De la película: La Sirenita)                                      | Raven-Symoné |          |  |
| 9.                   | «Ever Ever After» (De la película: Encantada)                                      | Jordan Pruitt |          |  |
| 10.                  | «True to Your Heart» (De la película: Mulan)                                       | Keke Palmer |          |  |
| 11.                  | «Happy Working Song» (De la película: Encantada)                                   | Amy Adams |          |  |
| 12.                  | «Part of Your World» (De la película: La Sirenita)                                 | Sierra Boggess |          |  |
| 13.                  | «A Dream Is a Wish Your Heart Makes» (De la película: Cenicienta)                  | Raven-Symoné, Anneliese van der Pol, Orlando Brown, Kyla Pratt, Brenda Song, Cole Sprouse, Dylan Sprouse, Ashley Tisdale, Amy Bruckner, Alyson Michalka, Ricky Ullman |          |  |

## Posiciones
Princess DisneyMania, vendió más de 9000 copias en Estados Unidos lo que colocó al disco en:
| Álbum       | Posición      | Posición |
| Álbum       | Billboard 200 |          |
| ----------- | ------------- | -------- |
| DisneyMania | 191           |          |

## Videos
NOTA: Es la primera vez que se incluye esta canción a un álbum de DisneyMania.
- Once Upon a Dream (La bella durmiente) de Emily Osment: Edición Platino de 50° Aniversario de la La bella durmiente.

## Relacionados
- DisneyMania Series
- Radio Disney Jams Series
- Pop It Rock It! y Pop It Rock It 2: It's On!
- Disney Channel Playlist y Disney Channel Playlist 2
- Disney Channel Holiday y Disney Channel - Christmas Hits
- Disney Channel Hits: Take 1 y Disney Channel Hits: Take 2
- Los Grandes Éxitos de Disney Channel (The Very Best of Disney Channel)

- Datos: Q1833852